# Tiffani Johnson
Tiffani Tamara Johnson (Charlotte, 27 dicembre 1975) è un'ex cestista statunitense, professionista nella WNBA.

## Palmarès
- 2 volte campionessa NCAA (1996, 1997)
- Campionato WNBA: 1

Houston Comets: 2000